# Machismo
| Machismo |
| --- |
| Begreppet machismo är starkt förknippat med iberoamerikansk manlig kultur. - Betydelse – (överdrivet) manlighetsideal - Bakgrund – Iberiska halvön, Iberoamerika - Egenskaper – mod, styrka, visdom, ledarskap, stolthet, självständighet; (sedan 1960-talet) aggressiv manlighet i en könsrollsuppdelad miljö - Andra ord – macho (spanska/portugisiska: 'manlig'), machokultur |

Machismo (uttal: [mat'ʃismo]) syftar på ett accentuerat eller aggressivt manlighetsideal i främst iberoamerikanska länder. Ordet är relaterat till spanska och portugisiska macho, och en man som anser sig eller anses falla under machismoetiketten kallas för machista. Det försvenskade ordet machokultur syftar mer allmänt på en förtryckande manlighetskultur oavsett land.

## Betydelse och historik

### Machismo
Begreppet machismo är kopplat till en stark eller överdriven känsla av manlig stolthet och självständighet. Detta levnadsmönster, som är förknippat med tydligt uppdelade könsroller, är särskilt spritt i stadsmiljöer och dess arbetslösa män utan kraft att klara av de traditionella plikterna. Mansrollen karaktäriseras här av en hög grad av självsäkerhet, aggressivitet, styrka, manlig charm och vikten av kvinnoerövringar. Inom denna kultur överdriver eller överskattar en man sin egen manlighet; han har i regel en nedlåtande attityd i förhållande till kvinnor, som ses som mindre värda än män (saknas källa).
Grundordet macho har i både spansk och portugisisk kultur sedan länge förknippats med ett traditionellt mansideal. Det har framför allt levt vidare i Iberoamerika (i både spansk- och portugisisktalande länder), där detta manlighetsideal förknippats med (för pojkar och män) åtråvärda egenskaper som mod, styrka, visdom och ledarskap. Den negativa betydelsen av ordet började uppmärksammas inom 1960- och 1970-talens kvinnorörelse, där den traditionella könsrollsuppdelningen och problemen med förtryckande patriarkala strukturer starkt ifrågasattes.

### Machokultur
Machismo och (den svenska termen) machokultur har på senare år fått vid spridning utanför den iberoamerikanska kontexten. Den syftar då alltmer på en förtryckande manlighetskultur i allmänhet och manligt beteende med sexistiska inslag. Detta ord har använts om manlighetskultur och manligt beteende i bland annat Storbritannien, Italien, Filippinerna och inom rapkulturen.

## Etymologi
Ordet machismo är i både spanskan och portugisiskan (där uttalet är [ma'ʃismu]) en avledning till macho, 'manlig'. Det ordet stammar från latinets masculus (jämför maskulin) med samma betydelse. I svenskan används det spanska ordet machismo rätt av, och macho betyder även i svenskan någon eller något som karaktäriseras av detta manlighetsideal. Machismo har lånats in i många andra europeiska språk, antingen med oförändrad form eller med lokaliserad stavning (som i franskans machisme). Katalanskans stavning masclisme är baserat på mascle, det katalanska släktordet till spanskans macho.
Andra relaterade ord är machofixerad (någon som präglas av machokulturen), machoman och machotyp. Grundordet macho finns noterat i svensk skrift sedan 1980. Ett annat ord med snarlik betydelse är manschauvinism.